# El Losar del Barco
El Losar del Barco település Spanyolországban, Ávila tartományban. El Losar del Barco San Lorenzo de Tormes, El Barco de Ávila, La Carrera, Junciana, El Tejado és La Horcajada községekkel határos. Lakosainak száma 103 fő (2024).

## Népesség
A település népessége az utóbbi években az alábbiak szerint változott:
| Lakosok száma | 137  | 125  | 118  | 127  | 128  | 114  | 109  | 105  | 109  | 103  |
|               | 2001 | 2004 | 2006 | 2009 | 2011 | 2014 | 2016 | 2019 | 2021 | 2024 |